# Jesus, du min högsta glädje är
Jesus, du min högsta glädje är är en sång som Edward H Joy har skrivit texten till verserna, 1920 skrev Arthur S. Arnott refrängens text och musiken till sången. 1940 översatte Kristian M Fristrup texten till svenska.

## Publicerad i
- Frälsningsarméns sångbok 1968 som nr 177 under rubriken "Helgelse".
- Frälsningsarméns sångbok 1990 som nr 568 under rubriken "Erfarenhet och vittnesbörd".